# Phil Kelly (Komponist)
Philip Gene „Phil“ Kelly (* 16. Dezember 1937; † 22. November 2023 in Bellingham (Washington)) war ein US-amerikanischer Jazzmusiker (Arrangement, Komposition).

## Leben und Wirken
Kelly war u. a. mehr als 25 Jahre lang Hauptarrangeur der Fort Worth, TX Symphony Pops-Reihe. Er schrieb für die Tonight Show Band, Bill Watrous, Doc Severinsen und Si Zentner und wirkte ab 1968 als Arrangeur für die Sänger Buddy Greco, Julius LaRosa, Frank D’Rone, Sylvia Syms, John Gary, Jenny Smith und Al „TNT“ Braggs. Er komponierte außerdem Musik für Film, Fernsehen und Hörfunk; des Weiteren wurden seine Arrangements von den Symphonieorchestern Houston, Dallas, Detroit, Cincinnati und North Carolina gespielt. Er war für seine Komposition „Sweet Georgia Upside Down“ bekannt, die unter anderem vom NBC Orchestra gespielt wurde. In seinem Ruhestand schrieb und produzierte er mit den Northwest Prevailing Winds sein erstes Jazzalbum The Convergence Zone; es erhielt eine Grammy-Nominierung. Als Solisten wirkten darauf u. a. Jay Thomas, Gary Smulyan, Pete Christlieb und Dan Marcus. Es folgten zwei weitere CDs mit den Titeln My Museum und Ballet of the Bounce Beagles. Er war Big-Band-Trainer beim Bud Shank Centrum Jazz Camp in Port Towsend, Washington.
Im Bereich des Jazz war er laut Tom Lord zwischen 1968 und 2009 an zwölf Aufnahmesessions beteiligt.